# Miloy
Marcos Joaquim Miloy (Luanda, 27 de Maio de 1981) é um futebolista angolano. 
Actual principalmente no meio-campo defensivo, mas também joga noutras posições. Miloy, que ajudou o time de Luanda, o InterClube, a chegar à final da Copa dos Campeões Africanos de 2001, tornou-se um titular habitual da seleção nacional, embora seu tempo de jogo tenha sido limitado.